# Dichromia otiata
Dichromia otiata là một loài bướm đêm trong họ Erebidae.